# 레지나 바레시
레지나 엘레나 바레시(이탈리아어: Regina Elena Baresi, 1991년 9월 26일 ~ )는 이탈리아의 여자 축구 선수이다. 포지션은 공격수이며, 현재 이탈리아 세리에 A 펨미닐레의 FC 인테르나치오날레 밀라노 위민에서 활동하고 있다.

## 클럽 경력
레지나 바레시는 어린 시절부터 여러 가지 스포츠를 접했고 12세 시절에 ASD 펨미닐레 인테르 밀라노 청소년 팀에 입단했다. 2009년에 성인 팀으로 승격된 이후에 팀의 주장을 맡았다. 인테르 밀라노는 2012-13 세리에 A2 펨미닐레 시즌에서 우승을 차지하면서 세리에 A 펨미닐레로 승격되었지만 2013-14 시즌에서 강등당하게 된다.
2018년에는 FC 인테르나치오날레 밀라노가 인테르 밀라노를 인수하면서 새로 창단한 여자 축구 클럽인 FC 인테르나치오날레 밀라노 위민의 주장으로 임명되었다. 2018-19 시즌에서는 인테르나치오날레의 세리에 B 펨미닐레 우승과 함께 팀의 세리에 A 펨미닐레 승격에 기여했다.

## 사생활
레지나 바레시는 FC 인테르나치오날레 밀라노에서 주장을 맡았던 축구 선수인 주세페 바레시의 딸이자 AC 밀란에서 주장을 맡았던 축구 선수인 프랑코 바레시의 조카이기도 하다. 레지나 바레시는 이탈리아의 텔레비전 방송국인 Rai 1, Rai 2에서 축구 해설자로도 활동했다.

## 수상
인테르 밀라노
- 세리에 A2 펨미닐레 1회 우승 (2012-13)

인테르나치오날레
- 세리에 B 펨미닐레 1회 우승 (2018-19)